# زوارة
زوارة (بالأمازيغية: ⴰⵜ ⵡⵉⵍⵍⵓⵍ ، أت ويلول) مدينة ليبية تقع على شاطئ البحر الأبيض المتوسط، وتبعد عن العاصمة طرابلس حوالي 120 كم غربًا، وتحدها مدينة العجيلات في الجنوب الشرقي، ومدينتي الجميل ورقدالين في الجنوب، ومدينة زلطن في الجنوب الغربي، وتمتد على شاطى المتوسط بمسافة 60 كيلومتر من مليتة شرقا الى الحدود تونس غربا . ويبلغ عدد سكانها 50000 نسمة. وهي مدينة ذات أصول أمازيغية ما زال سكانها يتحدثون اللهجة الزوارية الأمازيغية ويسمون مدينة زوارة باسم تامورت. ومن أهم المعارك التي خاضوها في التاريخ الحديث معركة سيدي سعيد. يعتبر سكانها ملاك أغلبية أراضيها واشتهروا بمجابهتهم الاحتلال الإيطالي.
وكانت مؤتمر ( بلدية) ضمن شعبية النقاط الخمس سابقاً حتى تم إدراجها كبلدية مستقلة بلدية زوارة

## تاريخ المدينة
يعود تاريخ المدينة إلى القرن الثاني قبل الميلاد أي في عهد ماسينيسيا وكان اسمها في ذلك العهد (كاساس) وكانت تشتهر بتصدير الملح (تيسنت) كما يسميها سكان المدينة حيث أن موقعها الجغرافي يحيط بها العديد من الملاحات الكبيرة، وكان جل الاقتصاد مبنى على الملح واستخراج حجر الجير من الأسباخ المجاورة وهي المادة الرئيسية للبناء. وأغلب المباني القديمة القائمة حتى الآن كانت مبنية بالجبس والحجر الملحي المعروف لدى السكان باسم حجر الجبسية(أولوس).
زوارة أو ما تعرف بلغة الأمازيغ بـ (تامورت) هي بلدة تقع على بعد 120 كم غربي طرابلس.
زوارة كان البكري أول من أشار إلى وجودها حول مدينة قابس إذ قال: "وحوالي قابس قبائل من الأمازيغ من لواتة ولماية ونفوسة ومزاتة وزواغة وزوارة.
وظلّ هذا المجال القبلي قائمًا في أواخر العصر الوسيط وإن كان أهل هذه القبيلة قد فضّلوا الانحياز إلى السواحل ممّا يفسّر نشأة قريتي زوارة الصغرى والكبرى.
وتقع زوارة الصغرى أو وطن بلد المرابطين شرقي رأس المخبز حيث الملاّحة الشهيرة وهي قرية ذات نخيل وماء عذب لكن الخراب استولى عليها في أواخر القرن 13 ومطلع القرن 14 وذلك بسبب الهجمات المتتالية للقراصنة الأوروبيين الذين يأتون للتزوّد بالملح من رأس المخبز، ولذلك كان أهلها في ضنك من العيش وكانت عند زيارة التجاني لها على وشك الاندثار ولم تذكر بعد تلك الفترة. كما أن رباطها الساحلي: وهو قصر وزدر تحوّل إلى أثر بعد عين ولم يبق به إلا بعض أناس امتهنوا النخاسة مصدرًا للرزق باصطياد الناس في القوافل التجارية وقوافل الحجيج لبيعهم للمراكب النصرانية حتى أصبحت القوافل تتحاشى المرور من هناك.
زوارة الكبرى أو كوطين: وهي أضخم من الأولى وتبعد عنها نحو 20 ميلاً وغابتها أكبر ذكرها الإدريسي منذ مطلع القرن السادس م القرن السادس هـ.قصر كوطين. والظاهر إنها توافق مدينة زوارة الحالية. كان أهلها متحصّنين بأسوار رافضين لسلطة الجواري، وقد ذكر الحسن الوزان أو ليون الأفريقي ما آلت إليه من تراجع فأسوارها متداعية وأهلها في خوف من هجوم القراصنة والنصارى عليهم. كانوا يعيشون من استخراج مواد البناء (الجير والجبس) وبيعها بمدينة طرابلس. وقد غلب عليهم البؤس. بلغ عددهم في أواخر العصر الوسيط ألفى ساكن.
كما أن المدينة تعتبر حاضرة لعدد من القرى تعرف بأسماء شتى منها قرية كوطين وقرية وزدر وقرية ويلول التي ينسب أغلب السكان إليها حاليا وهي تقع في منطقة تعرف حاليا بالمنقوب وتمتد حتى منطقة مليتة.

## نشاط السكان
نشاط السكان قديما كان يتمثل في الزراعة والرعي وصيد الأسماك مع صناعة الجير والجبس والملح، وفي العهد القرمانلي الأول جرى عقد عدد من المعاهدات مع عدد من الجمهوريات الإيطالية بشأن تصدير الملح وكان قديما ميناؤها المعروف بميناء (تيبودا) من أشهر المواني في مجال تصدير الملح.
وحاليا لها ميناء للصيد البحري وميناء تجاري أسس في العهد التركي ثم جرى تدميره في الحرب العالمية الثانية من قبل القوات الإيطالية وبعد الاحتلال الإيطالي تم ترميمه من قبل القوات الغازية. كما أنشئت إيطاليا خط السكة الحديدية الليبي والذي امتد من زوارة إلى طرابلس بمسافة 110 كم. اكتشف فيها أخيرًا أكبر مقابر الأمازيغ في حدودها الغربية.